# Svettning

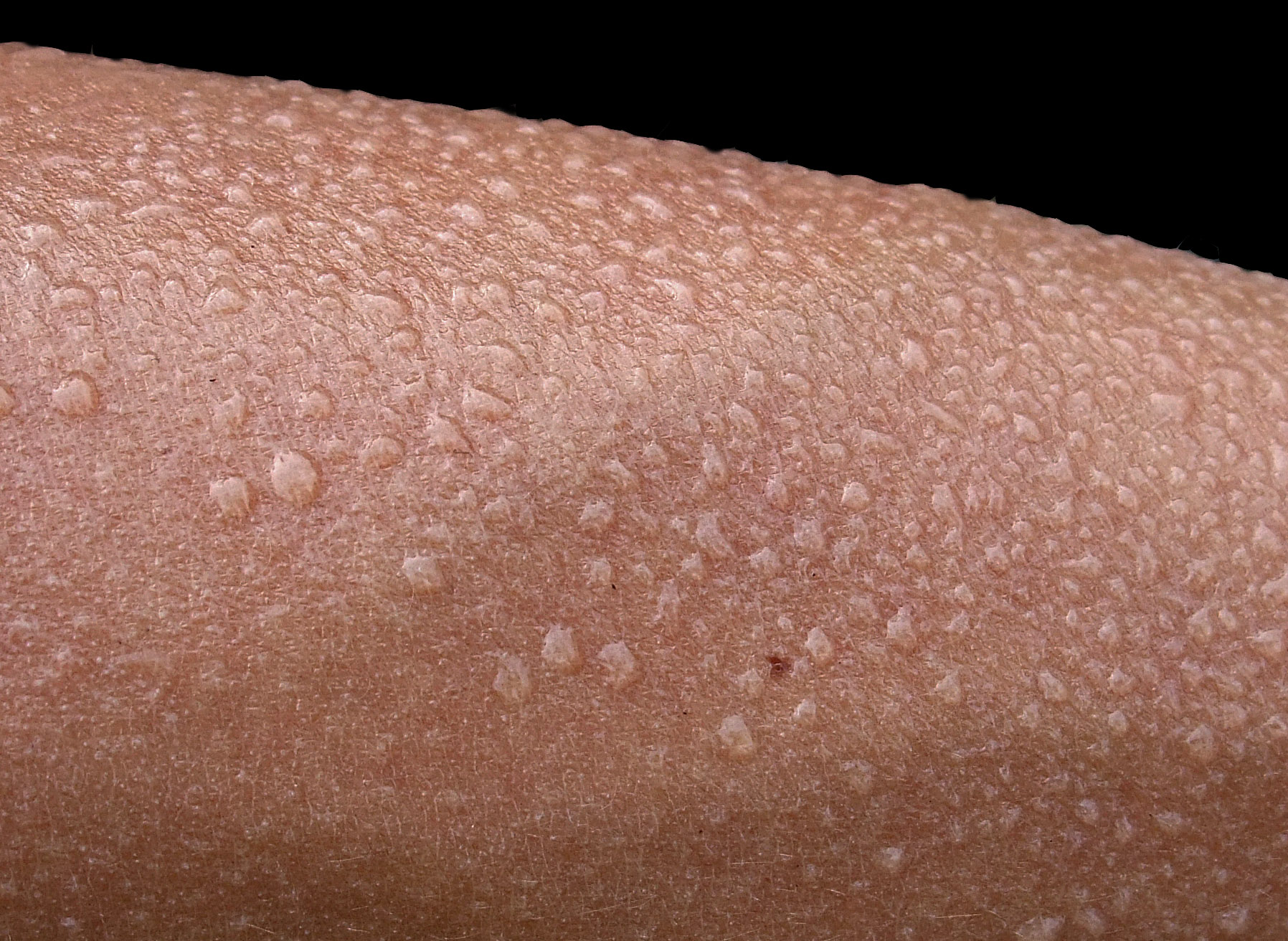
Svett

Svettning, transpiration eller perspiration är en homeostatisk process där en salt vätska, svett, produceras av svettkörtlar i huden. Svettning förekommer hos däggdjur och dess funktion är att hålla nere kroppstemperaturen vid hårt arbete eller hög temperatur i omgivningen (termoreglering). Svettning kan även förekomma vid rädsla, nervositet, illamående eller när febern går ned.
Svett hos en frisk människa saknar nästan lukt. Kroppslukt gynnas dock av mycket svett.
Eftersvettning kallas det då kroppen, oftast efter en längre stunds fysisk ansträngning, utsöndrar svett trots att man för tillfället inte anstränger sig.
Svett har ingen lukt i sig utan skälet till att man "luktar svett" är när svetten kommer i kontakt med de alldagliga bakterier på den mänskliga huden, speciellt nervös svett som kommer från s.k. apokrina svettkörtlar som också utsöndrar äggviteämnen som i kontakt med hudens bakterier ger en extra dålig lukt. Det är kombinationen av de två som skapar en odör.

## Hyperhidros
Hyperhidros betyder 'ökade svettningar'. Det kan uppträda generellt över hela kroppen, dock mestadels lokalt som armhålor, fotsulor och handflator. Svettningar är resultatet av de exokrina körtlarnas utökade utsöndring, som i sin tur kommer från en obalans i kroppens temperatur. Plötsliga, ökade kroppssvettningar som sträcker sig över onormalt långa perioder kan vara de första symptomen. Ofta finns det en ärftlig komponent, svettningen ökas också av stark mental stress. Personer med hyperhidrosis upplever ofta social avskärmning till följd av sina svettningar. Dessa begränsningar kan eventuellt leda till isolering och ytterligare mental påverkan. Den överdrivna svettningen kan idag behandlas med botulinumtoxin. Vid kraftiga besvär bör därför läkare uppsökas som då kan remittera vidare till specialist med erfarenhet av behandling med botulinumtoxin. Numera kan behandling även ges med miradry.